# Jay Barrs
Jack Leonard „Jay“ Barrs Jr.  (* 17. Juli 1962 in Jacksonville, Florida) ist ein US-amerikanischer Bogenschütze.
Barrs nahm an zwei Olympischen Spielen teil; 1988 in Seoul konnte er den Einzelwettbewerb für sich entscheiden und wurde mit der Mannschaft Zweiter; 1992 in Barcelona wurde er Fünfter, die Mannschaft Sechster.
Daneben war er 1990 und 1992 Weltmeister und 19-maliger US-amerikanischer Meister in verschiedenen Varianten.
Nach seiner aktiven Karriere war Barrs unter anderem als Funktionär der Archery Trade Association beschäftigt.